# كوثر فركوسي
كوثر فركوسي (مواليد 19 مارس 1996) عداءة مغربية.
فازت بالميدالية الفضية في سباق 5000 متر في 2017، وحصلت على المركز السادس في دورة ألعاب التضامن الإسلامي لعام 2017، وفازت بالميدالية الذهبية في دورة الألعاب المتوسطية 2018، كما فازت بميدالية فضية في التتابع المختلط في بطولة العالم للعدو الريفي 2019. أفضل 5000 متر لها كانت في وقت قياسي قدره 15: 48.73 دقيقة، في يوليو 2018 في الرباط.

## روابط خارجية
- كوثر فركوسي على موقع الاتحاد الدولي لألعاب القوى (الإنجليزية)
- كوثر فركوسي على موقع الدوري الماسي (الإنجليزية)
- كوثر فركوسي على موقع رابطة إحصائيات سباق الطريق (الإنجليزية)